# Heringhausen (Bestwig)

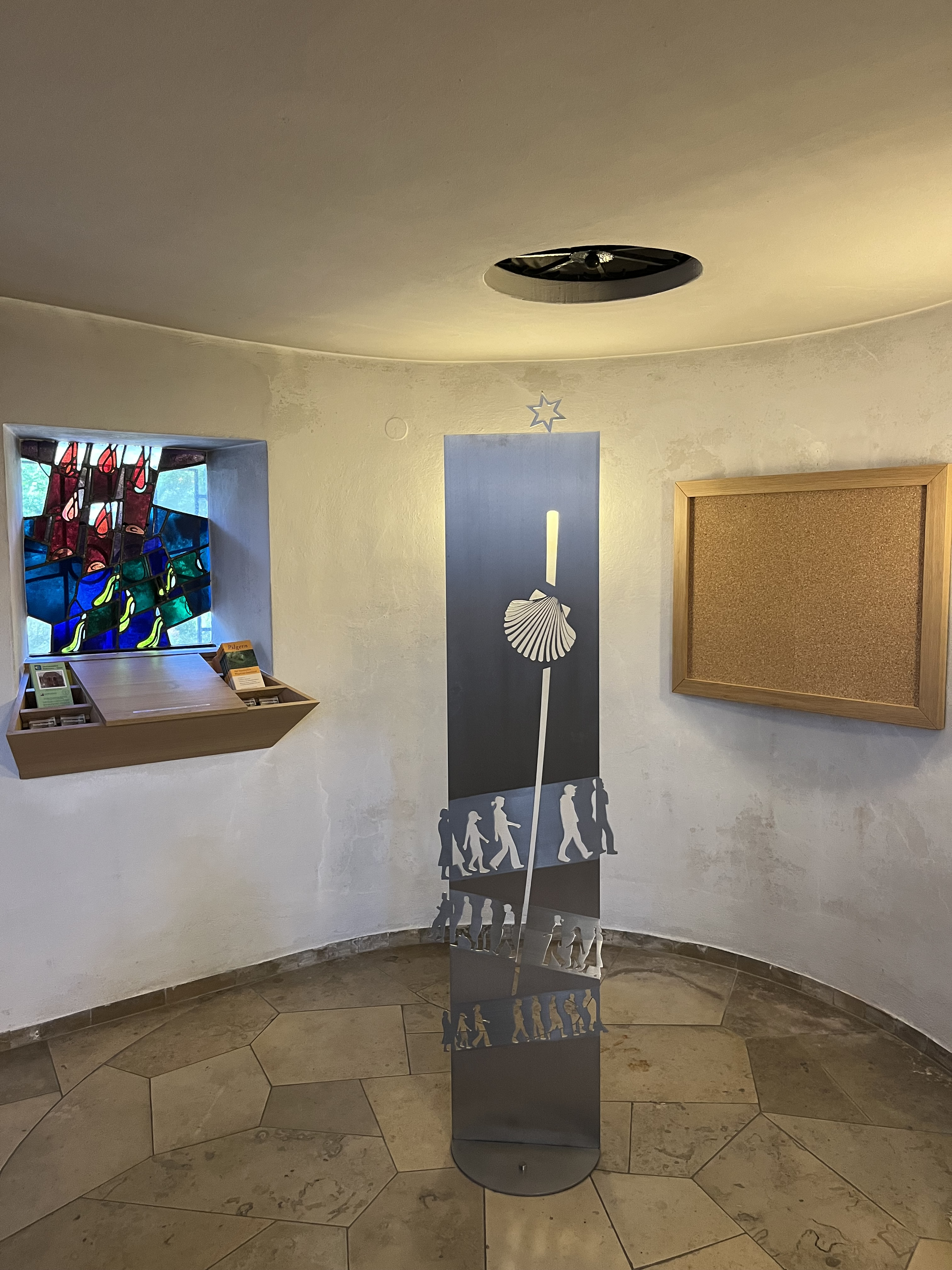
Pilgerstation in der St.-Nikolaus-Kirche

Heringhausen ist ein Dorf („Tor zum Valmetal“) und Ortsteil der Gemeinde Bestwig (Hochsauerlandkreis). Im Januar 2020 hatte Heringhausen 816 Einwohner.

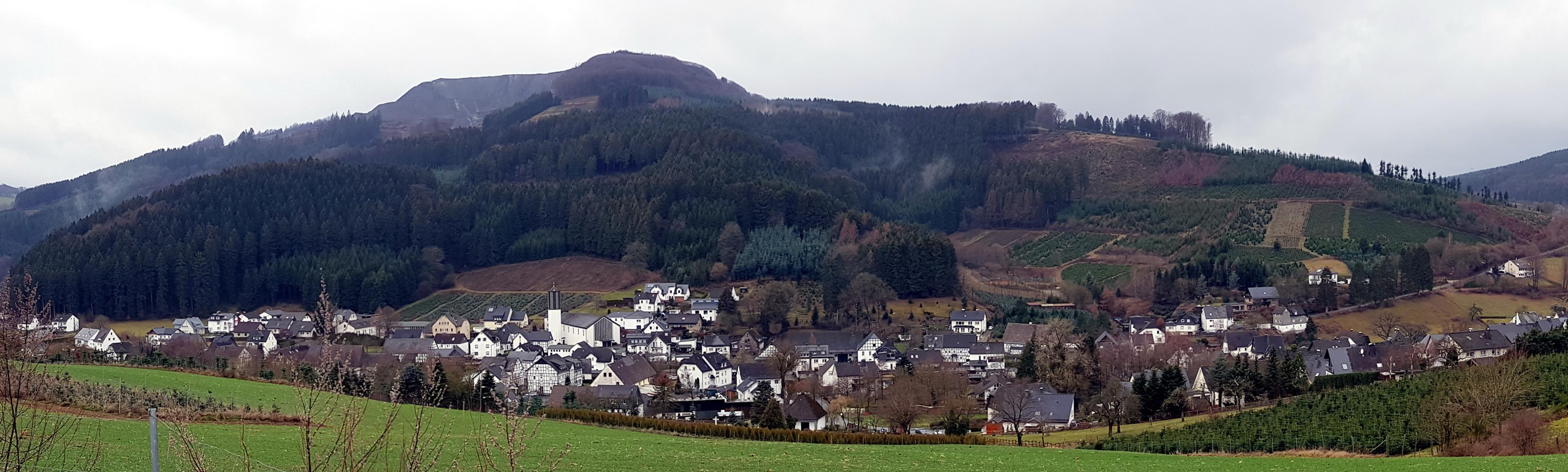
Dorfansicht

## Geographie
Der Ort liegt auf einer Höhe von durchschnittlich 380 m. Die Fläche der Heringhauser Gemarkung beträgt 6,15 km². Davon umfasst die bebaute Fläche 0,3 km², hinzukommen 0,2 km² Straßen, Wege und Plätze. Etwa 4 km² sind Wald.
Bekannt ist der Ort durch seine sehr großen Weihnachtsbaumschonungen, deren Produkte in ganz Deutschland und im Ausland vertrieben werden. Unterhalb des Ortes befindet sich ein kleiner Stausee der Valme.

## Geschichte
Entstanden ist der Ort vermutlich im 9. oder 10. Jahrhundert. Erstmals urkundlich erwähnt wurde der Ort 1314 in einem Güterverzeichnis des Stifts Meschede. Bereits vor dem Dreißigjährigen Krieg existierte ein mit Wasserkraft betriebener Eisenhammer. Heringhausen gehörte in preußischer Zeit nach 1816 zunächst zur Bürgermeisterei Eversberg, seit 1841 bzw. Zur 1826 gegründeten Steuergemeinde Heringhausen gehörten ursprünglich auch Halbeswig, Grimlinghausen (heute Nierbachtal) und die Bergarbeiterkolonien Ziegelwiese, Dörnberg und das 1854 gegründete Andreasberg.
1858 gehörte der Ort zur Gemeinde Velmede. Etwa im Jahr 1865 wurde er aus Velmede ausgegliedert und somit eine selbständige Gemeinde. Wegen der bergbaulichen Prägung wurden die drei letztgenannten Orte am 1. April 1910 nach Ramsbeck umgegliedert. Seit der kommunalen Neugliederung, die am 1. Januar 1975 in Kraft trat, ist Heringhausen Teil der Gemeinde Bestwig.

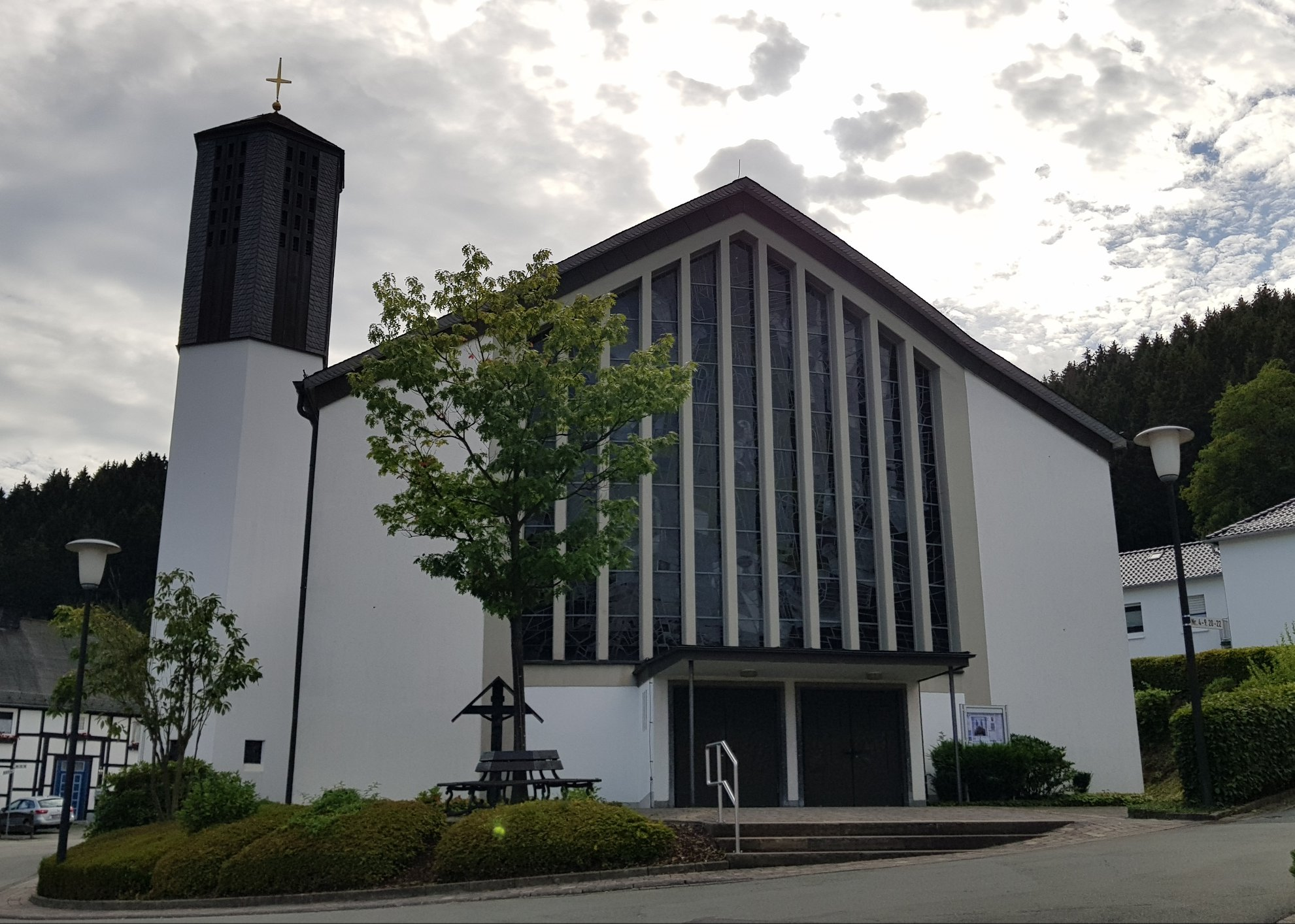
Kirche

## Kultur

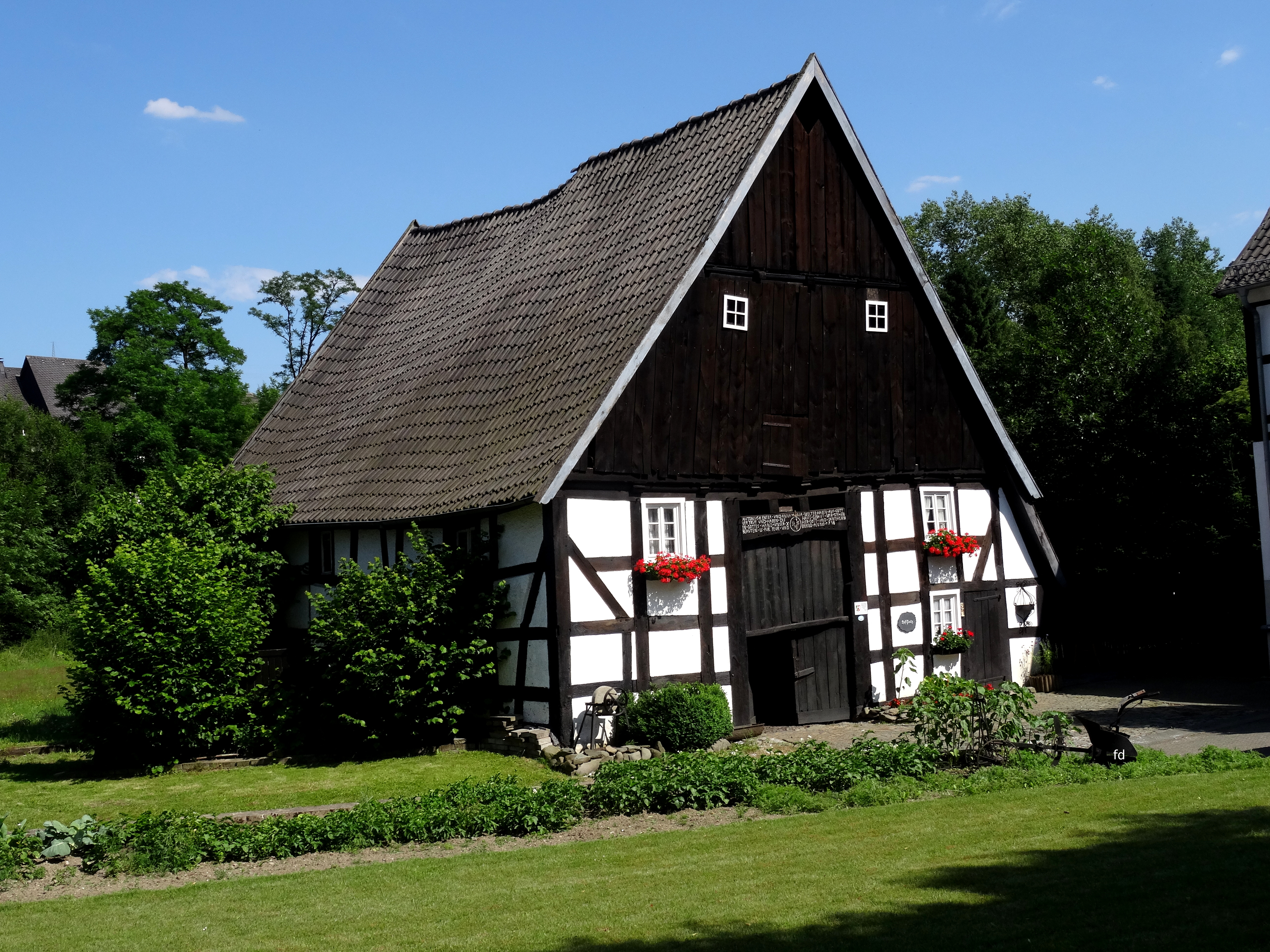
Ältestes Haus Heringhausens – ehemals Klauke-Peitz

In Heringhausen gibt es 14 Vereine, die sich um die Gestaltung des kulturellen Lebens kümmern. Größter Verein ist die Schützenbruderschaft St. Jakobus 1873 e. V. Heringhausen mit ca. 430 Mitgliedern. Am Pfingstwochenende wird in Heringhausen jährlich das Schützenfest gefeiert. Am ersten Septemberwochenende 2017 richteten die Heringhauser Schützen das 24. Kreisschützenfest des Kreisschützenbundes Meschede e. V. aus. Am gleichen Wochenende im Jahr 2018 fand das Gemeindeschützenfest Bestwig in Heringhausen statt.
Der jüngste Verein wurde 2011 unter dem Namen „Dorfgemeinschaft Heringhausen e. V.“ gegründet. Er hat ca. 300 Mitglieder. Unter Federführung der Dorfgemeinschaft wurde 2014 das 700-jährige Dorfjubiläum mit einem Festwochenende gefeiert. Im Jahr 2013 wurde ein Nachbau des Heringhauser Eisenhammers in der Ortsmitte eingeweiht, welcher von der Dorfgemeinschaft erstellt wurde. Die Dorfgemeinschaft hat sich mit Unterstützung von LEADER 4 Mitten im Sauerland um die aufwändige Neugestaltung des Rast- und Bergbauspielplatzes hinter der Schützenhalle gekümmert. Hier soll auch die Geschichte des „Bähnchens“, der ehemaligen Schmalspurbahn zum Transport der Erze vom Bergwerk Ramsbeck zum Bahnhof Bestwig, dargestellt werden.
Am Bähnchen-Radweg in Heringhausen befindet sich ein ebenfalls von der Dorfgemeinschaft errichtetes Schwalbenhotel. Aktuell kümmern sich die Heringhauserinnen und Heringhauser um die Aufwertung des Kreuzweges auf dem Kreuzberg, der aus dem Jahr 1873 stammt. Die Dorfgemeinschaft Heringhausen erstellt derzeit eine „Mammut-Bank“ und ein „Corona-Kreuz“.

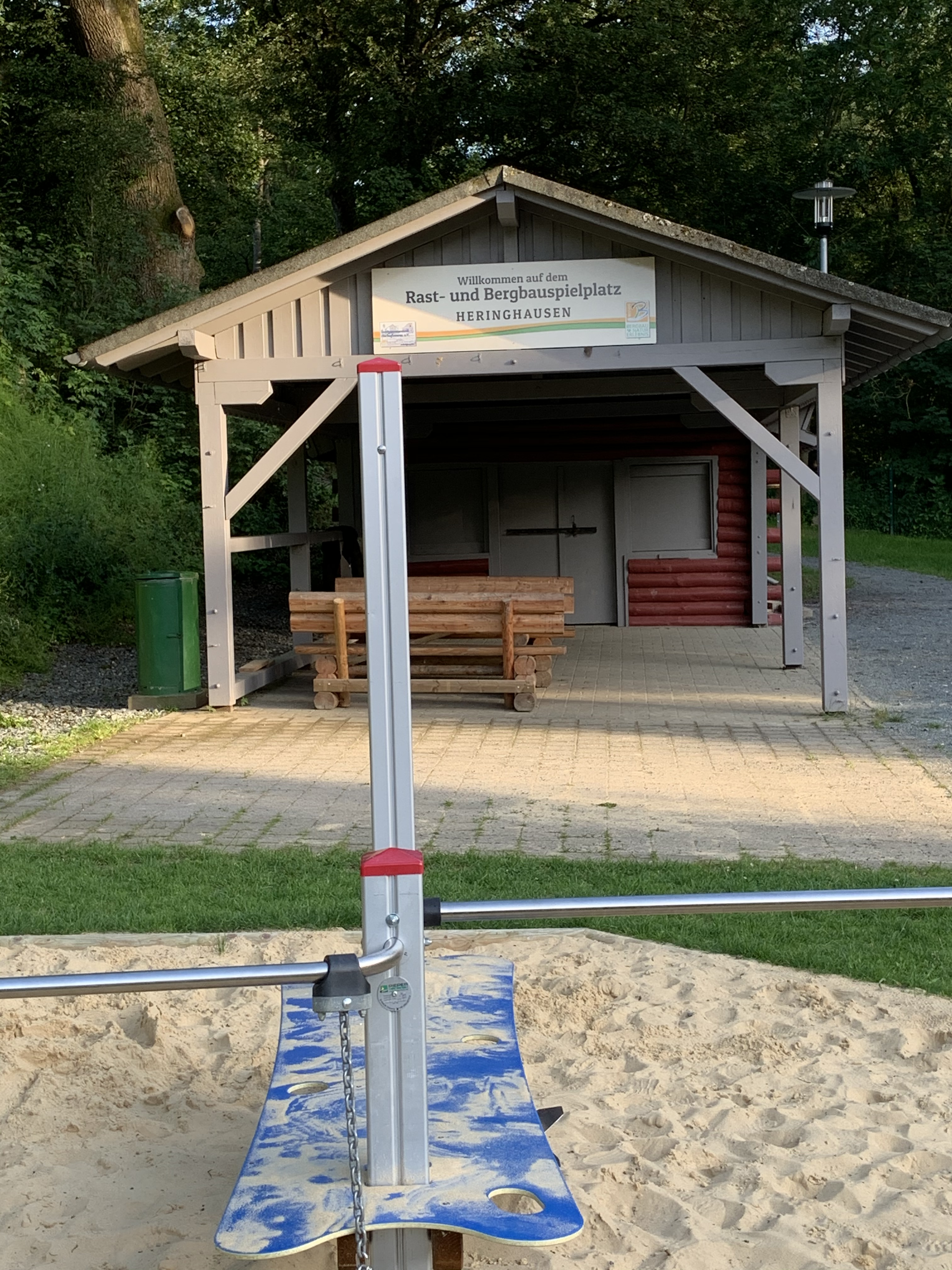
Rast- und Bergbauspielplatz

Jährlich am Karnevals-Sonntag findet in Heringhausen der vom Karnevals-Club Mühls (KCM) organisierte Karnevalsumzug statt. Anfang Oktober richten die Jakobus-Schützen seit einigen Jahren die „Heringhauser Wasen“ aus. Heringhausen liegt am Jakobsweg, der in unserer Region von Paderborn nach Elspe führt. In der St.-Nikolaus-Kirche befindet sich seit 2022 eine Jakobus-Pilgerstation mit einer Pilgerstele, an der Wanderer und Pilger den Heringhauser Pilgerstempel erhalten können.

## Politik

### Wappen
| Wappen der ehemaligen Gemeinde Heringhausen | Blasonierung: In Silber über einem schwarzen Wasserrad zwei ins Andreaskreuz gestellte, rotgestielte schwarze Hämmer. Beschreibung: Silber und Schwarz deuten auf die frühere Zugehörigkeit zum Kurfürstentum Köln hin. Die amtliche Genehmigung erfolgte am 29. Dezember 1962. |

## Sehenswürdigkeiten

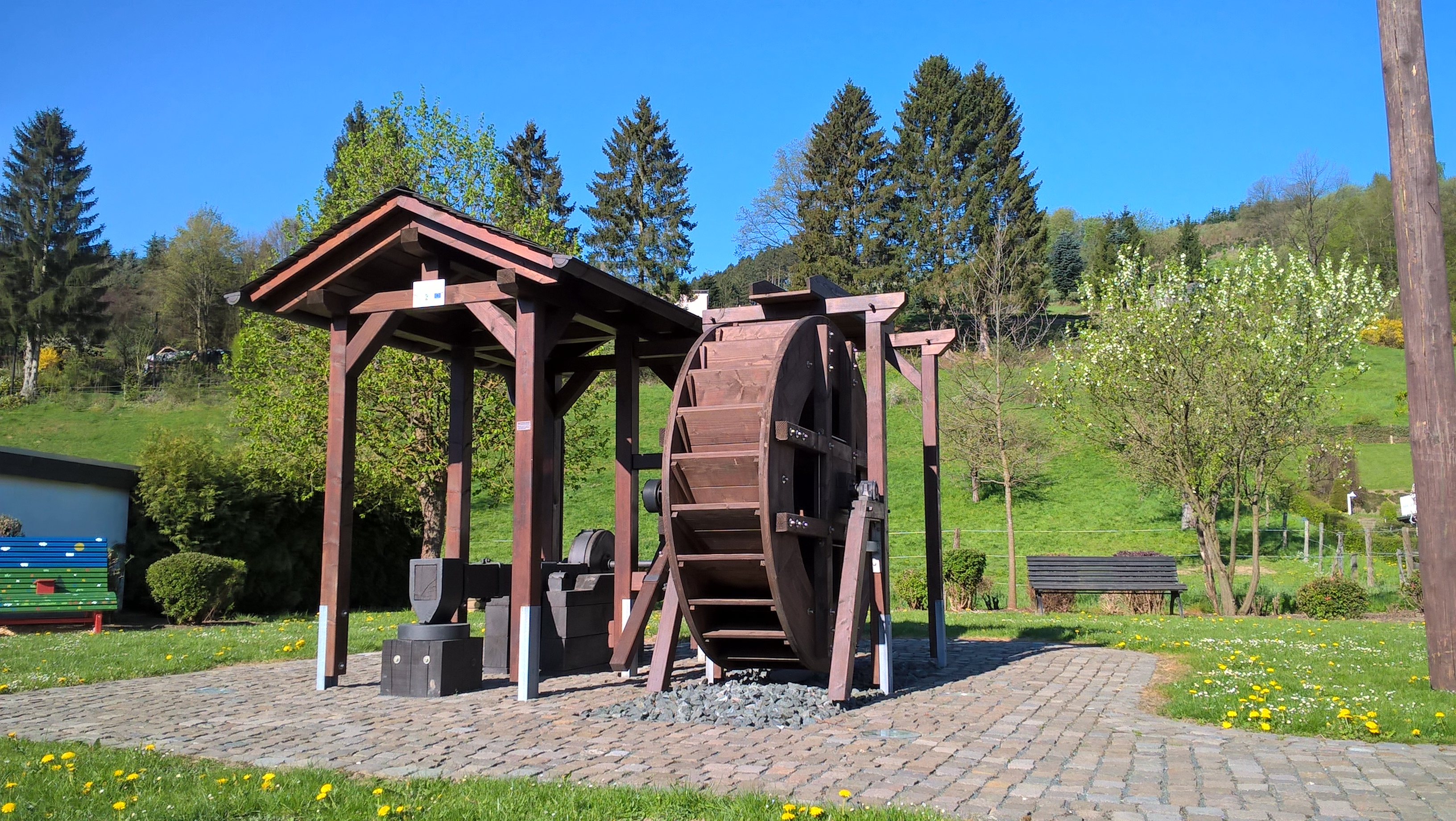
Heringhauser Eisenhammer

Sehenswert ist die ortsbildprägende katholische Pfarrkirche St. Nikolaus, konsekriert im Jahr 1965. In der Kirche befindet sich eine Pilgerstation des Jakobus-Pilgerweges, der von Paderborn nach Elspe führt.
Eine der schönsten Vereinsgebäude der Umgebung ist die Schützenhalle St. Jakobus an der Bestwiger Straße, fertiggestellt im Jahr 1921.
Oberhalb des Dorfes „auf der Borg“ befindet sich ein Marienbildstock aus dem Jahr 1975.
In der Dorfmitte wurde im Jahr 2013 ein Nachbau des einst in Heringhausen betriebenen Eisenhammers eingeweiht.
Seit 2018 werden in den Sommermonaten vom Ziegenzuchtverein Heringhausen auf einer Wiese oberhalb des Dorfes (ehemalige „Ziegenweide“) eine Herde von Ziegen beheimatet.
Im Jahr 2019/20 wurde der „Rast- und Bergbauspielplatz Am Bähnchen“ aufgewertet.

## Söhne und Töchter des Ortes
- Franz Gröppel (1856–1923), Unternehmer
- Gottfried Hoberg (1857–1924), katholischer Theologe, Philologe, Priester und Hochschullehrer

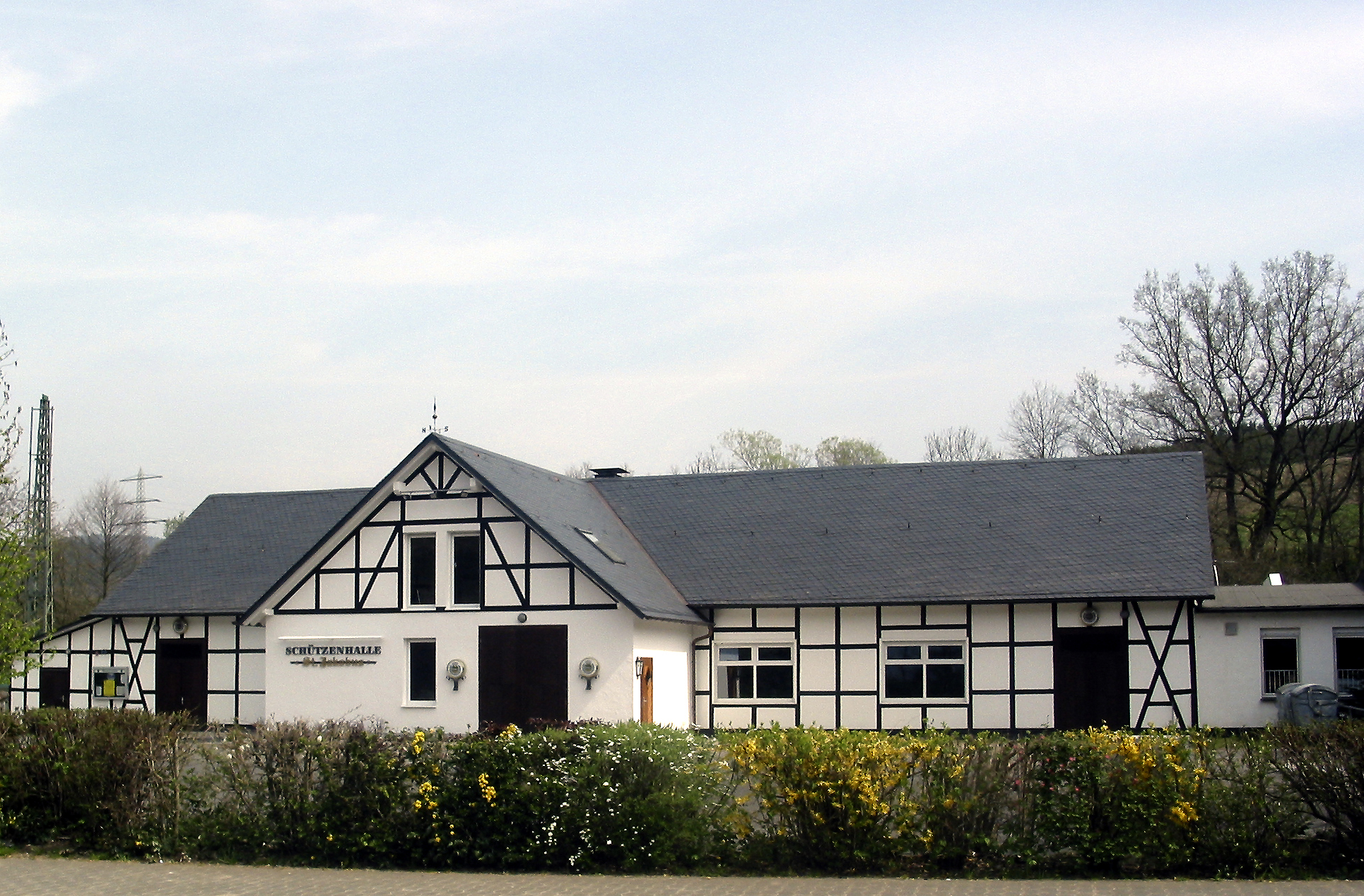
Schützenhalle St. Jakobus